# Jerzy Krzyżanowski (piłkarz)
Jerzy Krzyżanowski (ur. 6 kwietnia 1955 w Siedlcach) – polski piłkarz, grający na pozycji pomocnika.

## Kariera
Seniorską karierę Krzyżanowski rozpoczynał w Pogoni Siedlce. Z klubem tym w przeciągu dwóch sezonów (1976/1977, 1978/1979) grał w III lidze. Na przełomie 1978 i 1979 roku przeszedł do Broni Radom, z którą w sezonie 1978/1979 awansował do II ligi. W roku 1980 został zawodnikiem Lecha Poznań. W klubie tym rozegrał 76 spotkań w I lidze, strzelając w nim 12 goli. W sezonie 1981/1982 zdobył z Lechem Puchar Polski, zaś sezon później został mistrzem kraju. Po zakończeniu rundy jesiennej sezonu 1983/1984 zakończył karierę z powodu kontuzji. Na krótko wznowił karierę w 1985 roku w Broni Radom.